# Прокопенко, Георгий Николаевич
Георгий Николаевич Прокопенко (1914—1944) — советский военный лётчик. Участник гражданской войны в Испании, освободительного похода Красной Армии в Западную Украину и Западную Белоруссию и Великой Отечественной войны. Герой Советского Союза (1943). Гвардии подполковник.

## Биография
Георгий Николаевич Прокопенко родился 25 апреля 1914 года в селе Житное Роменского уезда Полтавской губернии Российской империи (ныне село Роменского района Сумской области Украины) в семье рабочего. Украинец. Окончил начальную школу в родном селе. Семилетнее образование завершал в городе Ромны. После школы Георгий Николаевич поступил в Кременчугский железнодорожный техникум, по окончании которого некоторое время работал помощником машиниста.
Начало 30-х годов в СССР ознаменовалось бурным развитием авиации. Г. Н. Прокопенко как и многие его сверстники увлёкся воздухоплаванием и в 1933 году поступил в 9-ю военную авиационную школу лётчиков и лётчиков наблюдателей в Чугуеве. Прошёл обучение на самолётах Р-5 и И-5. После окончания авиационной школы в 1936 году был направлен в Брянск, где начал службу в должности младшего лётчика 107-й истребительной авиационной эскадрильи 83-й истребительной авиационной бригады Белорусского военного округа. В 1938 году Георгий Николаевич был командирован в Испанию, где в период с 26 марта по 22 сентября в составе ВВС Испанской Республики сражался с франкистами и их союзниками. Воевал лётчиком и временно исполняющим обязанности командира эскадрильи. На истребителе И-16 в небе Испании совершил 85 боевых вылетов, участвовал в 12 воздушных боях. В июне 1938 года был ранен, но быстро вернулся в строй. После возвращения в Советский Союз участвовал в освободительном походе Красной Армии в Западную Украину и Западную Белоруссию. В 1941 году Г. Н. Прокопенко получил звание капитана и вскоре был переведён на должность командира эскадрильи 155-го истребительного авиационного полка 39-й истребительной авиационной дивизии ВВС Ленинградского военного округа. Перед войной полк дислоцировался на аэродроме Городец.
В боях с немецо-фашистскими захватчиками и их финскими союзниками капитан Г. Н. Прокопенко с 22 июня 1941 года на Северном фронте. Войну начал на истребителе И-16. С июля 1941 года полк, в котором командиром эскадрильи служил Г. Н. Прокопенко, воевал в составе 55-й смешанной авиационной дивизии ВВС 7-й армии на петрозаводском направлении. Несмотря на то, что истребитель И-16 к началу Великой Отечественной войны устарел и значительно уступал по тактико-техническим характеристикам немецким самолётам, в руках опытных лётчиков он оставался грозным оружием. Именно на этой машине Георгий Николаевич одержал свои первые личные воздушные победы, сбив в июле 1941 года четыре вражеских самолёта (2 истребителя Ме-109 и 2 бомбардировщика «Бленхейм»). Эскадрилья капитана Прокопенко, едва укомплектованная на 50 %, к началу августа 1941 года уничтожила 17 немецких и финских машин. Осенью 1941 года 155-й истребительный авиационный полк был перевооружён истребителями ЛаГГ-3. До ноября 1941 года в сложных метеоусловиях на Карельском фронте при многократном численном превосходстве противника в авиации эскадрилья Георгия Николаевича совершала боевые вылеты на прикрытие своих бомбардировщиков и штурмовку войск противника и его военной инфраструктуры. В ноябре 1941 года полк был переброшен на Западный фронт и принимал участие в Битве за Москву. За образцовое выполнение боевых заданий командования и массовый героизм лётного состава приказом НКО СССР № 349 от 6 декабря 1941 года полк был преобразован в 3-й гвардейский истребительный авиационный полк.
С февраля 1942 года полк, в котором воевал Г. Н Прокопенко, действовал в составе 3-й и 2-й резервных авиационных групп на Волховском и Ленинградском фронтах, прикрывая воздушное пространство над своими наземными войсками в районах Мясного Бора, Любани, Погостья, Киришей, Спасской Полисти и Синявино, а также производил штурмовки войск противника и его военных объектов. Наиболее успешной операцией эскадрильи гвардии капитана Г. Н. Прокопенко стала штурмовка вражеского аэродрома Коростовичи. За период с 5 по 8 марта 1942 года лётчики эскадрильи, ведомые своим командиром, нанесли несколько ударов по военному объекту противника, уничтожив на земле и в воздухе в общей сложности 27 вражеских самолётов. На свой счёт гвардии капитан Прокопенко записал 2 лично сбитых Ю-88 и ещё 5 сбитых Ю-87 в составе группы. К лету 1942 года Георгию Николаевичу было присвоено звание гвардии майора.
В июле 1942 года 3-й гвардейский истребительный авиационный полк был выведен на переформирование. Лётный и технический состав полка прошёл обучение на новых истребителях Ла-5. 5 ноября 1942 года в составе 235-й истребительной авиационной дивизии полк был включён в состав 2-го смешанного авиационного корпуса 8-й воздушной армии Сталинградского фронта. В ходе советского контрнастуления под Сталинградом полк, штурманом которого служил Г. Н. Прокопенко, решал задачи по воздушному прикрытию подразделений 51-й армии, 13-го танкового и 4-го механизированного корпусов, а также осуществлял воздушную блокаду окружённой в Сталинграде 6-й армии вермахта, перехватывая и уничтожая транспортные самолёты противника.
С января по июнь 1943 года гвардии майор Г. Н. Прокопенко участвовал в Донбасской операции на Южном и Юго-Западном фронтах и в воздушных сражениях на Кубани на Северо-Кавказском фронте. Всего к середине июня 1943 года он совершил 189 успешных боевых вылетов. Участвовал в 47 воздушных боях, во время которых сбил 11 самолётов противника лично и ещё 15 в составе группы. 17 июня 1943 года командир 3-го гвардейского истребительного авиационного полка гвардии майор В. С. Смирнов представил гвардии майора Г. Н. Прокопенко к званию Героя Советского Союза. Указ Президиума Верховного Совета СССР был подписан 8 сентября 1943 года.
17 июля 1943 года гвардии майор Г. Н. Прокопенко получил назначение на должность командира 3-го гвардейского авиационного полка. Вскоре в составе своей дивизии полк Прокопенко убыл на Воронежский фронт и вошёл в состав 10-го истребительного авиационного корпуса 2-й воздушной армии. Лётчики полка принимали активное участие в оборонительной фазе сражения на Курской дуге и Белгородско-Харьковской операции, совершив к концу августа 1943 года 900 самолёто-вылетов и сбив в 49 воздушных боях 55 немецких самолётов. Георгий Николаевич лично водил своих подчинённых в бой, произведя 36 успешных боевых вылетов. В сентябре-ноябре 1943 года Г. Н. Прокопенко сражался в небе Киевской области, участвуя в боях за расширение плацдармов на правом берегу Днепра и Киевской наступательной операции. В начале 1944 года ему присвоили звание гвардии подполковника. 3-й гвардейский истребительный авиационный полк под его командованием особо отличился в январе-феврале 1944 года. Во время Корсунь-Шевченковской операции полк обеспечивал воздушное прикрытие наземных войск от налётов вражеской авиации, сопровождал свои штурмовики и бомбардировщики, выполнял боевые задачи по воздушной блокаде окружённой в районе Корсунь-Шевченковского группировки немецко-фашистских войск. За время операции лётчики полка произвели 366 самолёто-вылетов и сбили 27 немецких самолётов, в том числе 14 транспортных. Г. Н. Прокопенко за этот период сбил военно-транспортный самолёт Ю-52 лично и бомбардировщик Хе-111 в групповом воздушном бою. Весной 1944 года полк гвардии подполковника Прокопенко участвовал в Проскуровско-Черновицкой операции, а с конца апреля 1944 года отражал наступление немецко-фашистских войск в Прикарпатье.
13 августа 1944 года началась Львовско-Сандомирская операция. Лётчикам 3-го гвардейского истребительного авиационного полка при прорыве обороны противника на львовском направлении предстояло обеспечивать прикрытие наземных частей 38-й и 4-й танковой армий 1-го Украинского фронта и сопровождать бомбардировщики и штурмовики из состава 4-го бомбардировочного и 8-го штурмового авиационных корпусов. 14 августа полку была поставлена задача осуществить прикрытие группы вылетевших на задание Пе-2. Гвардии подполковник Г. Н. Прокопенко принял решение лично возглавить группу прикрытия. Истребители должны были встретиться с бомбардировщиками северо-западнее города Тарнополь, но при выходе в заданный квадрат самолёт ведущего был обстрелян стрелком-радистом одного из бомбардировщиков, который принял Ла-5 Прокопенко за атакующий его немецкий истребитель. По всей видимости Георгий Николаевич был убит. Его самолёт сорвался в штопор и врезался в землю. Тело лётчика было найдено и самолётом доставлено в Ромны. Георгия Николаевича похоронили на Красной площади города. Всего к моменту гибели Г. Н. Прокопенко совершил 217 боевых вылетов, в 50 воздушных боях сбил 9 самолётов противника лично и 10 в группе (по наградным документам число его побед больше — 15 сбитых самолётов лично и ещё 17 в составе группы).

## Награды
- Медаль «Золотая Звезда» (08.09.1943)
- Орден Ленина (08.09.1943)
- Орден Красного Знамени — дважды (08.04.1942; 11.09.1943)
- Орден Александра Невского (12.05.1944)
- Медаль «За оборону Сталинграда»

## Список известных личных побед Г. Н. Прокопенко
| № | Дата       | Тип самолёта       | Место боя            |
| - | ---------- | ------------------ | -------------------- |
| 1 | 13.07.1941 | Мессершмитт Bf.109 | Вяртсиля             |
| 2 | 15.07.1941 | Мессершмитт Bf.109 | Соанлахти            |
| 3 | 16.07.1941 | Бристоль Бленхейм  | Петрозаводск         |
| 4 | 21.07.1941 | Бристоль Бленхейм  | Сямозеро             |
| 5 | 26.09.1941 | Хейнкель Хе-113    | Деревянная           |
| 6 | 08.03.1942 | Юнкерс Ju 88       | аэродром Коростовичи |
| 7 | 08.03.1942 | Юнкерс Ju 88       | аэродром Коростовичи |
| 8 | 03.06.1943 | Мессершмитт Bf.109 | Киевское             |
| 9 | 03.02.1944 | Юнкерс Ju 52       | Завадовка            |

## Память
- Именем Героя Советского Союза Г. Н. Прокопенко названа улица в городе Ромны Сумской области Украины
- Стелла с барельефом Героя Советского Союза Г. Н. Прокопенко установлена в селе Житное Роменского района Сумской области Украины
- Мемориальные доски в честь Героя Советского Союза Г. Н. Прокопенко установлены в городе Ромны (ул. Горького, 121) и в селе Житное (на здании библиотеки)
- Имя Героя Советского Союза Г. Н. Прокопенко увековечено на аллее Героев в городе Ромны Сумской области Украины

## Документы
- Общедоступный электронный банк документов «Подвиг Народа в Великой Отечественной войне 1941—1945 гг.» Дата обращения: 15 апреля 2013. Архивировано из оригинала 13 марта 2012 года. № в базе данных 150027049. Дата обращения: 15 апреля 2013. Архивировано 22 апреля 2013 года., 10702765. Дата обращения: 15 апреля 2013. Архивировано 22 апреля 2013 года., 18353337. Дата обращения: 15 апреля 2013. Архивировано 22 апреля 2013 года., 21765523. Дата обращения: 15 апреля 2013. Архивировано 22 апреля 2013 года.
- Обобщенный банк данных «Мемориал». Дата обращения: 15 апреля 2013. Архивировано из оригинала 10 мая 2012 года. ЦАМО, ф. 33, оп. 11458, д. 362., ЦАМО, ф. 33, оп. 11458, д. 251.